# Open 13 Provence 2018
L'Open 13 Provence 2018 è stato un torneo di tennis giocato sul cemento indoor. È stata la 26ª edizione dell'Open 13 facente parte dell'ATP Tour 250 nell'ambito dell'ATP World Tour 2018. Si è giocato al Palais des Sports di Marsiglia, in Francia, dal 19 al 25 febbraio 2018.

## Partecipanti

### Teste di serie
| Nazionalità          | Giocatore             | Ranking* | Testa di serie |
| -------------------- | --------------------- | -------- | -------------- |
| Belgio               | David Goffin          | 7        | 1              |
| Svizzera             | Stan Wawrinka         | 13       | 2              |
| Francia              | Lucas Pouille         | 16       | 3              |
| Rep. Ceca            | Tomáš Berdych         | 17       | 4              |
| Spagna               | Roberto Bautista Agut | 23       | 5              |
| Lussemburgo          | Gilles Müller         | 28       | 6              |
| Bosnia ed Erzegovina | Damir Džumhur         | 29       | 7              |
| Serbia               | Filip Krajinović      | 38       | 8              |
| Russia               | Karen Chačanov        | 48       | 9              |

* Ranking al 12 febbraio 2018.

### Altri partecipanti
I seguenti giocatori hanno ricevuto una wild card per il tabellone principale:
- Félix Auger-Aliassime
- Roberto Bautista Agut
- Hugo Gaston

I seguenti giocatori sono entrati in tabellone passando dalle qualificazioni:

- Ruben Bemelmans
- Norbert Gombos
- Il'ja Ivaška
- Stefano Travaglia

Il seguente giocatore è entrato in tabellone come lucky loser:
- Serhij Stachovs'kyj

Il seguente giocatore è entrato in tabellone come alternate:
- Blaž Kavčič

## Campioni

### Singolare
Karen Chačanov ha battuto in finale  Lucas Pouille con il punteggio di 7-5, 3-6, 7-5.
- È il secondo titolo in carriera per Chačanov, il primo della stagione.

### Doppio
Raven Klaasen /  Michael Venus hanno battuto in finale  Marcus Daniell /  Dominic Inglot con il punteggio di 6(2)–7, 6-3, [10-4].